# 明日泥棒 (漫画)
『明日泥棒』（あしたどろぼう）は、作：外薗昌也、画：別天荒人による日本の漫画。『週刊ヤングジャンプ』において、2007年51号より隔号連載をした後、『月刊ヤングジャンプ』に移籍して2009年1月号から6月号まで連載された。
同誌で連載されていた『ガールフレンド』のタッグが描くSFラブコメ。

## ストーリー
仕事で多忙な日々に息苦しさを感じている青年・宮迫享一。彼は9年前に別れた元恋人・天堂明日の存在を忘れられずにいた。
そんなある日、東京上空に謎の巨大飛行物体が出現。異星人のものと思われるそれは享一を目掛けて一筋の光弾を放つ。その光の中から現れたのは、何と明日だった。

## 登場人物
声の項はVOMIC版のもの。
宮迫 享一（みやさこ きょういち）
声 - 阪口大助
本作の主人公。30歳。都内のシステム開発会社に勤めるSE。部下の室井と社用車で、先方に向けて走っていた際に光弾に遭遇する。大学時代に、明日と交際していたが、彼女のペースについていけず、別れを告げた。しかし、現在でも彼女の事が忘れられない上に、仕事に追われてうんざりしている。そんなある日、成り行きでUFOから現れた明日を自宅に連れ帰り、同棲を始める。
天堂 明日（てんどう あした）
声 - 神田朱未
享一の大学時代の元恋人。9年前に別れたままの姿で再び享一の前に現れるが、指からビームを出したり屋根をジャンプして渡ったりと、とても人間とは思えない能力を持つ。性格は幼く夢見がちで、かなり強引。コスプレ、ゲームなどのオタク趣味がある模様。
銀河 流星（ぎんが りゅうせい）
声 - 安井絵里
本名：天堂明日。つまり、彼女が本物の「明日」である。かなり人気のあるライトノベル作家。宇宙人の存在を信じており、そのような趣旨のホームページも運営している。そのサイトのオフ会で宮迫と再会する。
室井（むろい）
声 - 鹿野優以
享一の後輩。彼を慕っており、一緒に仕事をすることが多い。天真爛漫な性格。
部長（本名不明）
声 - 寺本勲
享一と室井の上司。傲慢だが、どこか憎めないところがある。もっぱら仕事にこだわるタイプで、UFOが突如出現した際もめげなかった。
美矢（みや）
声 - 庄司宇芽香
銀河のアシスタントを勤める女性。主に彼女の身の回りの世話をしている。現実主義者で、型破りで空想家の銀河には呆れ気味。